# Compsoctena rudis
Compsoctena rudis är en fjärilsart som beskrevs av Edward Meyrick 1921. Compsoctena rudis ingår i släktet Compsoctena och familjen Eriocottidae. Inga underarter finns listade i Catalogue of Life.